# Штомпели
Штомпели́ (укр. Штомпелі) — село, Клюшниковский сельский совет, Миргородский район, Полтавская область,
Украина.
Код КОАТУУ — 5323283412. Население по переписи 2001 года составляло 70 человек.

## Географическое положение
Село Штомпели находится на расстоянии в 0,5 км от посёлка Дибровка.
Рядом проходит железная дорога, станция Дубровский Конный завод в 1-м км.